# Synagoge (Seibersbach)
Die Synagoge in Seibersbach wurde in den 1850er Jahren in der Soonwaldstraße errichtet. 1913 brannte sie aus und wurde neu aufgebaut. Bei den Novemberpogromen 1938 wurde die Synagoge verwüstet. Noch im November 1938 erfolgte der Zwangsverkauf an einen Privatmann. In den 1950er Jahren wurde die Synagoge komplett umgebaut. In dem Gebäude sind die Grundmauern und die Südwand erhalten geblieben.

## Synagoge
Einen Betsaal gab es bereits vor dem Bau der Synagoge. Die Synagoge wurde in den 1850er Jahren in der Soonwaldstraße errichtet. Es handelte sich um einen einfachen Rechteckbau mit Satteldach. In den Giebelseiten befanden sich Rundbogenfenster. 1913 kam es in der Synagoge zu einem Brand und das Gebäude wurde vollständig zerstört. Die Synagoge wurde auf den Grundmauern durch die jüdische Gemeinde wieder aufgebaut. Bei Novemberpogromen 1938 wurde die Synagoge durch fünf aus Dörrebach stammenden Mitgliedern der SA verwüstet. Dabei wurde die Inneneinrichtung zerschlagen und der Fußboden herausgerissen. Die Torarolle und sonstigen Bücher und Schriften wurden vor der Synagoge verbrannt. Am 18. November 1938 musste die jüdische Gemeinde das Gelände inklusive der Synagoge zwangsweisen an einen Privatmann verkaufen. Der Kaufpreis betrug 2.674 Reichsmark. Nachdem der Eigentümer im Zuge des Restitutionsverfahren 2.250 DM an die Jüdische Kultusgemeinde Kreuznach-Birkenfeld gezahlt hatte, baute dieser in den 1950er Jahren die Synagoge komplett um. In dem heute privat genutzten Gebäude sind noch die Grundmauern und die komplette Südwand erhalten.

## Jüdische Gemeinde Seibersbach
Mindestens seit Ende des 18. Jahrhunderts siedelten Juden auf dem Gebiet von Seibersbach, wie der Prozess gegen Johannes Bückler (genannt Schinderhannes) belegt. Im Jahr 1798 wurde der aus Seibersbach stammende jüdische Viehhändler Simon Seligmann durch Johann Peter Petri (genannt Schwarzer Peter) unter Beteiligung von Johannes Bückler ermordet. In den folgenden Jahren stieg die Zahl der jüdischen Gemeindemitglieder an und erreichte 1895 ihren Höchststand. Ab diesem Zeitpunkt nahm die Mitgliederzahl dann immer mehr ab. Ab ca. 1920 gehörten auch die in Dörrebach lebenden jüdischen Einwohner zur jüdischen Gemeinde Seibersbach. Die jüdische Gemeinde verfügte über eine Mikwe und eine Religionsschule. Zeitweise war ein eigener Religionslehrer angestellt, der auch die Aufgaben des Vorbeters und Schochet innehatte. Die Verstorbenen wurden auf dem jüdischen Friedhof in Seibersbach beigesetzt. Ab 1933, nach der Machtergreifung Adolf Hitlers, wurden die jüdischen Einwohner immer mehr entrechtet. Zudem kam es immer wieder zu antijüdischen Aktionen. Dies hatte zur Folge, dass weitere jüdische Einwohner Seibersbach verließen. Die letzten jüdischen Einwohner wurden im Juli 1942 deportiert.

### Entwicklung der jüdischen Einwohnerzahl
| Jahr    | Juden      | Jüdische Familien | Bemerkung                                                                                 |
| ------- | ---------- | ----------------- | ----------------------------------------------------------------------------------------- |
| 1808    | 30         |                   |                                                                                           |
| 1843    | 55         |                   |                                                                                           |
| 1858    | 65         |                   |                                                                                           |
| 1895    | 69         |                   | 8 Prozent der Bevölkerung                                                                 |
| 1924/25 | 31 oder 35 |                   | jüdische Einwohner von Seibersbach und Dörrebach (Unterschiedliche Zahlen in den Quellen) |
| 1933    | 17         |                   |                                                                                           |
| 1939    | 7          |                   |                                                                                           |

Quelle: alemannia-judaica.de; jüdische-gemeinden.de
Das Gedenkbuch – Opfer der Verfolgung der Juden unter der nationalsozialistischen Gewaltherrschaft 1933–1945 und die Zentrale Datenbank der Namen der Holocaustopfer von Yad Vashem führen 21 Mitglieder der jüdischen Gemeinschaft Seibersbach (die dort geboren wurden oder zeitweise lebten) auf, die während der Zeit des Nationalsozialismus ermordet wurden.